# Buiksprekerwielewaal
De buiksprekerwielewaal (Oriolus consobrinus) is een zangvogel uit de familie Oriolidae (Wielewalen en vijgvogels). 

## Taxonomie
De vogel werd in 1880 door de Britse vogelkundige Robert George Wardlaw-Ramsay geldig beschreven. Hoewel beschreven als aparte soort noemt Wardlaw de nauwe verwantschap met de geelrugwielewaal (O. xanthonotus). Hij geeft de vogel de soortnaam consobrinus dat zoiets als "volle neef" betekent. Lange tijd werd dit taxon dan ook als ondersoort beschouwd. Echter op grond van zowel moleculair genetische analyses als bestudering van hun zang en morfologie is de status als aparte soort toch verdedigbaar.

## Kenmerken
De vogel is 17,5 tot 19 cm lang en lijkt sterk op de geelrugwielewaal met een paar kleine verschillen. De mannetjes hebben meer geel op de staart en de vrouwtjes zijn meer donkergrijs op de keel en bovenborst en ook donkerder op de kop.

## Verspreiding en leefgebied
Er zijn twee ondersoorten:
- O. c. consobrinus:noordoostelijk deel van Borneo en aangrenzende eilanden.
- O. c. persuasus: het Filipijnse eiland Palawan en omlggende eilanden.

De leefgebieden liggen in vochtig tropisch altijd groenblijvend bos, ook wel in secundair bos in moerassig gebied op hoogtes onder de 1200 meter boven zeeniveau. 

## Status
De grootte van de populatie is niet gekwantificeerd maar de soort wordt omschreven als algemeen op Palawan, maar van Borneo is het niet bekend. Op de Rode lijst van de IUCN heeft deze soort de status niet bedreigd.